# NGC 968
NGC 968 est une vaste galaxie elliptique située dans la constellation du Triangle. NGC 968 a été découverte par l'astronome français Édouard Stephan en 1879.

## Caractéristiques
Sa vitesse par rapport au fond diffus cosmologique est de 3 408 ± 19 km/s, ce qui correspond à une distance de Hubble de 50,3 ± 3,5 Mpc (∼164 millions d'al).